# Lubin (powiat gryficki)
Lubin – osada w Polsce położona w województwie zachodniopomorskim, w powiecie gryfickim, w południowej części gminy Gryfice.
Dzieci z miejscowości są dowożone do Szkoły Podstawowej w Trzygłowie. We wsi znajduje się sieć wodociągowa podłączona do ujęcia wody w Grębocinie.
Lubin jest siedzibą leśnictwa.

## Rys historyczny
Wieś Lubbyn wymieniona w dokumencie z 1442 roku. Istniał tutaj niewielki gród leśny, pełniący rolę opolnego strażnicy dla miasta Gryfice. Z kolei w dokumencie z 1537 roku pojawia się nazwa Lebbin. Była ona używana do 1945 roku. 
Mała wieś folwarczna z zespołem dworsko-parkowym i częścią mieszkalną w formie krótkiej ulicówki z zabudową przeważającą po południowej stronie drogi.
Układ współczesny odpowiada w zasadzie układowi z końca XIX wieku. W części zachodniej pojawiły się jedynie nowe obiekty jedno- i wielorodzinne budownictwa mieszkalnego.
W latach 1975–1998 miejscowość należała administracyjnie do województwa szczecińskiego.